# Richmond (Nueva Zelanda)
Richmond es una ciudad en el norte de la isla del sur de Nueva Zelanda, es la sede del Consejo de Distrito de la región de Tasman, se encuentra 13 km al sur de Nelson, cerca del extremo sur de la bahía de Tasman. En el censo llevado a cabo el 6 de marzo de 2006 contaba más de 12.000 habitantes.
A pesar de que Richmond se encuentra fuera de los límites de la ciudad de Nelson, forma parte del área urbana de esta con fines estadísticos y los neozelandeses de manera informal lo consideran parte de la Gran Nelson. 
Richmond fue fundada en 1842 como un asentamiento de la New Zealand Company y fue nombrado después en honor a Richmond upon Thames en Inglaterra, lugar de origen de los primeros colonos.